# Малое Долгое (озеро)
Малое Долгое (каз. Малое Долгое) — озеро в Аккайынском районе Северо-Казахстанской области Казахстана. Находится в 200 м к юго-востоку от села Исаковка и в 6 км к северо-западу от села Камышлово.
По данным топографической съёмки 1940-х годов, площадь поверхности озера составляет 1,18 км². Наибольшая длина озера — 1,3 км, наибольшая ширина — 1,1 км. Длина береговой линии составляет 4 км, развитие береговой линии — 1,04. Озеро расположено на высоте 131,8 м над уровнем моря.
Озеро входит в перечень рыбохозяйственных водоёмов местного значения.